# Winfried Albiez

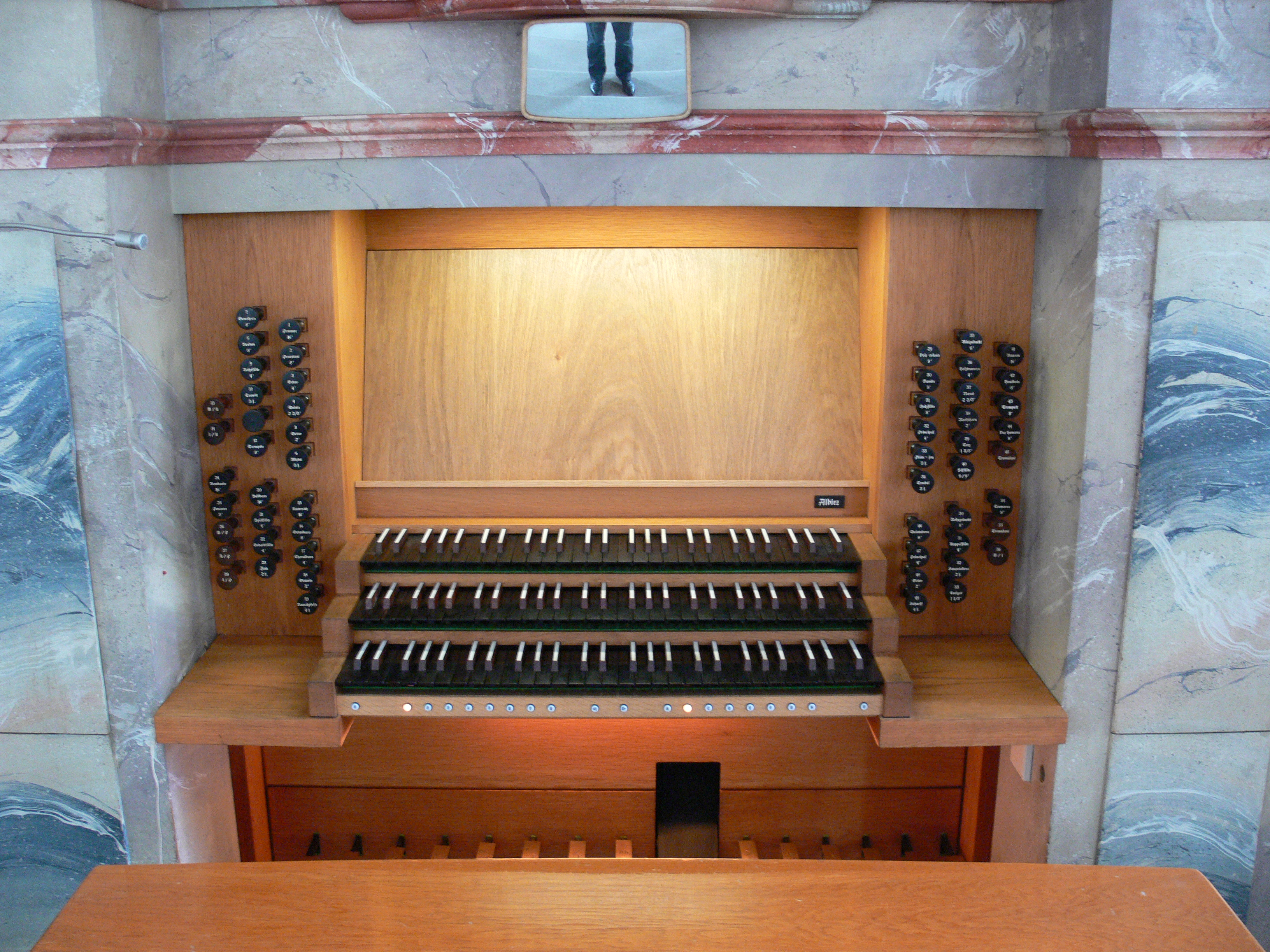
Spieltisch der Albiez-Orgel in Langenargen (1978)

Winfried Albiez (* 12. Mai 1938 in Stuttgart; † 27. Oktober 1984 in Lindau (Bodensee)) war ein deutscher Orgelbauer.

## Leben und Wirken
Winfried Albiez stammte aus einer traditionsreichen Orgelbauerfamilie. Er wurde Schüler der Orgelbaufirma Walcker; darüber hinaus arbeitete er bei den Firmen Rieger (Schwarzach/Vorarlberg) und bei der niederländischen Orgelbaufirma Verschueren in Heythuysen (Provinz Limburg). Nach seiner Meisterprüfung im Jahr 1969 machte er sich in Lindau selbständig. Innerhalb von 15 Jahren erreichte die Werkstatt mit etwa 18 Mitarbeitern im deutschen Orgelbau der 1970er Jahre einen qualifizierten Platz. Aus dieser Werkstatt stammen über 60 Orgeln, vor allem für katholische Kirchen in Süddeutschland. Zu den Eigenarten seiner Instrumente zählen das Koppelmanual, die «atmende Windversorgung» und eine Klang- und Prospektgestaltung, die den damaligen Zeitgeschmack treffend zum Ausdruck brachte. Albiez entwickelte das Konzept einer «Modell-Orgel» in 5 Grundtypen, das durch verschiedenartige Kombination vorkonstruierter Module ermöglichte, Instrumente mit 10 bis 20 Registern zu einem deutlich reduzierten Preis anzubieten. Nach dem Freitod des Inhabers stand die Firma vor der Auflösung und wurde 1985 von Orgelbau Vleugels übernommen.
Seine Tochter heiratete den Orgelbauer Alfons Zeilhuber und arbeitet seither in dessen Firma.

## Werkliste (Auszug)
| Jahr | Opus | Ort                              | Gebäude                                       | Bild | Manuale | Register | Bemerkungen                                                                                |
| ---- | ---- | -------------------------------- | --------------------------------------------- | ---- | ------- | -------- | ------------------------------------------------------------------------------------------ |
| 1970 | 1    | Starzach-Wachendorf              | St. Petrus und Paulus                         |      | II/P    | 10       | erbaut als Übungsorgel für die Katholische Hochschule für Kirchenmusik Rottenburg. → Orgel |
| 1971 | 2    | Rottenburg am Neckar-Ergenzingen | Krönungskirche auf der Liebfrauenhöhe         |      | II/P    | 25       | → Orgel                                                                                    |
| 1972 |      | Augsburg                         | Ulrichskirche                                 |      | II/P    | 7        | → Orgel                                                                                    |
| 1972 |      | Fridingen                        | St. Martinus                                  |      | II/P    | 25       | → Orgel                                                                                    |
| 1972 |      | Nürtingen                        | St. Johannes                                  |      | II/P    | 27       | → Orgel                                                                                    |
| 1973 | 10   | Lindau-Aeschach                  | Christuskirche                                |      | II/P    | 23       | → Orgel → Orgel                                                                            |
| 1973 |      | Lindau-Reutin                    | Pfarrkirche St. Verena                        |      | II/P    | 19       | → Orgel                                                                                    |
| 1974 |      | Pfullendorf                      | St. Jakob                                     |      | III/P   | 30       | → Orgel                                                                                    |
| 1974 | 12   | Krauchenwies                     | St. Laurentius                                |      | II/P    | 25       | → Orgel                                                                                    |
| 1974 | 13   | Freiberg am Neckar               | St. Maria, Königin des Friedens               |      | III/P   | 27       | mit Koppelmanual → Orgel                                                                   |
| 1975 | 14   | Wil SG                           | Frauenkloster St. Katharina                   |      | II/P    | 18       | → Orgel                                                                                    |
| 1975 | 15   | Untermarchtal                    | Klosterkirche St. Vinzenz                     |      | III/P   | 41       | → Orgel                                                                                    |
| 1975 | 16   | Aalen                            | Salvatorkirche                                |      | III/P   | 43       | → Orgel                                                                                    |
| 1975 |      | Bischofszell                     | Stiftskirche St. Pelagius                     |      | II/P    | 30       | → Orgel                                                                                    |
| 1976 | 20   | Rottenburg am Neckar             | St. Moriz                                     |      | III/P   | 47       | → Orgel                                                                                    |
| 1976 | 21   | Berg                             | St. Peter und Paul                            |      | II/P    | 24       | → Orgel                                                                                    |
| 1976 | 22   | Munderkingen                     | St. Dionysius                                 |      | III/P   | 38       | → Orgel                                                                                    |
| 1976 |      | Donauwörth-Parkstadt             | Christi Himmelfahrt                           |      | II/P    | 24       | → Orgel                                                                                    |
| 1977 | 25   | Krefeld                          | St. Martin                                    |      | II/P    | 16       | Typ „Modell-Orgel“ → Orgel                                                                 |
| 1977 |      | Utsunomija (Japan)               | kath. Kirche                                  |      | II/P    | 24       |                                                                                            |
| 1978 | 36   | Langenargen                      | St. Martin                                    |      | III/P   | 47       | → Orgel                                                                                    |
| 1978 |      | Lindau-Reutin                    | St. Josef                                     |      | III/P   | 33       | → Orgel                                                                                    |
| 1978 |      | Mönchengladbach-Hardt            | St. Nikolaus                                  |      | II/P    | 20       | → Orgel                                                                                    |
| 1979 | 39   | Kempen                           | Propsteikirche St. Marien                     |      | III/P   | 44       | → Orgel                                                                                    |
| 1979 |      | Benzingen                        | St. Peter und Paul                            |      | II/P    | 20       | → Orgel                                                                                    |
| 1979 | 40   | Bodolz-Ebnet                     | St. Johannes der Täufer                       |      | II/P    | 24       | → Orgel                                                                                    |
| 1980 |      | Berlin-Spandau                   | St. Maximilian Kolbe                          |      | III/P   | 25       | → Orgel                                                                                    |
| 1980 | 44   | Freising                         | Dom                                           |      | III/P   | 52       | Daniel-Hayl (II)-Orgel von 1624 im Freisinger Dom, Figurenschmuck von Philipp Dirr → Orgel |
| 1981 | 46   | Düsseldorf-Golzheim              | Robert-Schumann-Hochschule                    |      | III/P   | 30       | → Orgel                                                                                    |
| 1981 |      | Mannheim-Waldhof                 | St. Franziskus                                |      | III/P   | 33       | → Orgel                                                                                    |
| 1981 | 47   | Stuttgart                        | St. Georg                                     |      | III/P   | 44       | → Orgel                                                                                    |
| 1982 | 50   | Stuttgart                        | Domkirche St. Eberhard, Stuttgart, Hauptorgel |      | III/P   | 56       | → Orgel                                                                                    |
| 1983 | 52   | Bobingen                         | St. Felizitas                                 |      | II/P    | 26       | → Orgel                                                                                    |
| 1983 | 54   | Frankfurt-Niederrad              | Mutter vom Guten Rat                          |      | III/P   | 52       | → Orgel                                                                                    |
| 1983 | 55   | Nonnenhorn                       | St. Christophorus                             |      | II/P    | 17       | → Orgel                                                                                    |
| 1983 | 56   | Sigmaringen                      | Stadtkirche                                   |      | II/P    | 22       | → Orgel                                                                                    |
| 1983 | 57   | Stuttgart-Vaihingen              | Christus König                                |      | II/P    | 10       | stand zuvor als Interimsorgel in St. Martin Wangen im Allgäu; Typ „Modell-Orgel“ → Orgel   |
| 1984 | 59   | München-Schwabing                | St. Ursula                                    |      | III/P   | 45       | → Orgel                                                                                    |
| 1985 | 61   | Erlenbach am Main                | St. Peter und Paul                            |      | III/P   | 43       | nach dem Tod von Winfried Albiez fertiggestellt durch Otmar Schimmelpfennig → Orgel        |
| 1986 |      | Augsburg-Bärenkeller             | Erlöserkirche                                 |      | II/P    | 10 (12)  | 2 Extensionen; geplant von Albiez, fertiggestellt von Vleugels → Orgel                     |
| 1986 |      | Karlsruhe-Rüppurr                | Christkönigskirche                            |      | II/P    | 35       | nach dem Tod von Winfried Albiez fertiggestellt durch Vleugels → Orgel                     |